# Єннерсдорф (округ)
Політична округа Єннерсдорф (нім. Politischer Bezirk Jennersdorf) — округ в Австрії, розташований на півдні федеральної землі Бургенланд. Адміністративний центр округи — місто Єннерсдорф. Поточне населення — 17 215 мешканців (01.01.2015 р.)

## Географія

### Географічне положення
Політична округа Єннерсдорф на півночі граничить з політичною округою Гюссінг федеральної землі Бургенланд (Австрія), на сході з медьє Ваш Угорщини, на півдні з Помурським статистичним регіоном Словенії, а на заході з політичними округами Зюдостштайєрмарк та Хартберг-Фюрстенфельд федеральной землі Штирії (Австрія).
Долини річки Раба і її лівої притоки Лафніца проходять по окрузі з заходу на схід.
Найвища точка політичної окрузі є гора Роттерберг (408 м) на словенському кордоні.

### Сусідні округи
- Хартберг-Фюрстенфельд — північний захід
- Зюдостштайєрмарк — південний захід
- Гюссінг — північ

## Населення
Дані по Statistik Austria 

## Адміністративний поділ
До політичної округи Єннерсдорф належать 12 громад, серед них одна міська, 7 ярмаркових та 4 сільські.
| Адміністративний поділ політичної округи Єннерсдорф (за переписом 31.10.2011 г.) | Адміністративний поділ політичної округи Єннерсдорф (за переписом 31.10.2011 г.) | Адміністративний поділ політичної округи Єннерсдорф (за переписом 31.10.2011 г.) | Адміністративний поділ політичної округи Єннерсдорф (за переписом 31.10.2011 г.) | Адміністративний поділ політичної округи Єннерсдорф (за переписом 31.10.2011 г.) | Адміністративний поділ політичної округи Єннерсдорф (за переписом 31.10.2011 г.) | Адміністративний поділ політичної округи Єннерсдорф (за переписом 31.10.2011 г.) | Адміністративний поділ політичної округи Єннерсдорф (за переписом 31.10.2011 г.) | Адміністративний поділ політичної округи Єннерсдорф (за переписом 31.10.2011 г.) | Адміністративний поділ політичної округи Єннерсдорф (за переписом 31.10.2011 г.) | Адміністративний поділ політичної округи Єннерсдорф (за переписом 31.10.2011 г.) |
| № на схемі | Коди громад та округи                                                            | Тип громад                                                                       | Статус громад (перше згадування)                                                 | Назва                                                                            | Населення, осіб                                                                  | Площа, га                                                                        | Густота населення, осіб/км²                                                      |                                                                                  |                                                                                  |                                                                                  |
| --- | -------------------------------------------------------------------------------- | -------------------------------------------------------------------------------- | -------------------------------------------------------------------------------- | -------------------------------------------------------------------------------- | -------------------------------------------------------------------------------- | -------------------------------------------------------------------------------- | -------------------------------------------------------------------------------- | -------------------------------------------------------------------------------- | -------------------------------------------------------------------------------- | -------------------------------------------------------------------------------- |
| 12 | 10510                                                                            | LG                                                                               | (1187)                                                                           | Вайхзельбаум                                                                     | 724                                                                              | 1.216,72                                                                         | 59,50                                                                            |                                                                                  |                                                                                  |                                                                                  |
| 1 | 10501                                                                            | MG                                                                               | 1973 (1281)                                                                      | Дойч-Кальтенбрунн                                                                | 1766                                                                             | 2417,89                                                                          | 73,04                                                                            |                                                                                  |                                                                                  |                                                                                  |
| 2 | 10502                                                                            | LG                                                                               | (1427)                                                                           | Ельтендорф                                                                       | 967                                                                              | 2057,05                                                                          | 47,01                                                                            |                                                                                  |                                                                                  |                                                                                  |
| 4 | 10504                                                                            | SG                                                                               | 1971.01.01 — MG, 1977.03.01 — SG (1187)                                          | Єннерсдорф                                                                       | 4197                                                                             | 3790,18                                                                          | 110,73                                                                           |                                                                                  |                                                                                  |                                                                                  |
| 5 | 10511                                                                            | LG                                                                               | (1427)                                                                           | Кенігсдорф                                                                       | 727                                                                              | 1566,49                                                                          | 46,41                                                                            |                                                                                  |                                                                                  |                                                                                  |
| 6 | 10505                                                                            | MG                                                                               | 1990.08.01 (1387)                                                                | Мініхоф-Лібау                                                                    | 1122                                                                             | 1625,82                                                                          | 69,01                                                                            |                                                                                  |                                                                                  |                                                                                  |
| 7 | 10506                                                                            | MG                                                                               | 1964.07.16 (1187)                                                                | Могерсдорф                                                                       | 1180                                                                             | 1276,12                                                                          | 92,47                                                                            |                                                                                  |                                                                                  |                                                                                  |
| 8 | 10512                                                                            | LG                                                                               | (1387)                                                                           | Мюльграбен                                                                       | 420                                                                              | 554,25                                                                           | 75,78                                                                            |                                                                                  |                                                                                  |                                                                                  |
| 9 | 10507                                                                            | MG                                                                               | 1992.09.05 (1213)                                                                | Нойхаус-ам-Клаузенбах                                                            | 946                                                                              | 1997,66                                                                          | 47,36                                                                            |                                                                                  |                                                                                  |                                                                                  |
| 10 | 10508                                                                            | MG                                                                               | 1991.10.01 (1289)                                                                | Рудерсдорф                                                                       | 2175                                                                             | 2142,29                                                                          | 101,53                                                                           |                                                                                  |                                                                                  |                                                                                  |
| 11 | 10509                                                                            | MG                                                                               | 1979.09.01 (1387)                                                                | Санкт-Мартін-ан-дер-Раб                                                          | 2065                                                                             | 4298,36                                                                          | 48,04                                                                            |                                                                                  |                                                                                  |                                                                                  |
| 3 | 10503                                                                            | MG                                                                               | 1973.06.01 (1427)                                                                | Хайлігенкройц-ім-Лафніцталь                                                      | 1284                                                                             | 2376,81                                                                          | 54,02                                                                            |                                                                                  |                                                                                  |                                                                                  |
| | 105                                                                              | -                                                                                | (1921)                                                                           | Σ Єннерсдорф (округ)                                                             | 17.573                                                                           | 25.319,64                                                                        | 69,40                                                                            |                                                                                  |                                                                                  |                                                                                  |
| Примітка: LG — Landgemeinde (сільська громада), MG — Marktgemeinde (ярмаркова громада), SG — Stadtgemeinde (міська громада). |                                                                                  |                                                                                  |                                                                                  |                                                                                  |                                                                                  |                                                                                  |                                                                                  |                                                                                  |                                                                                  |                                                                                  |

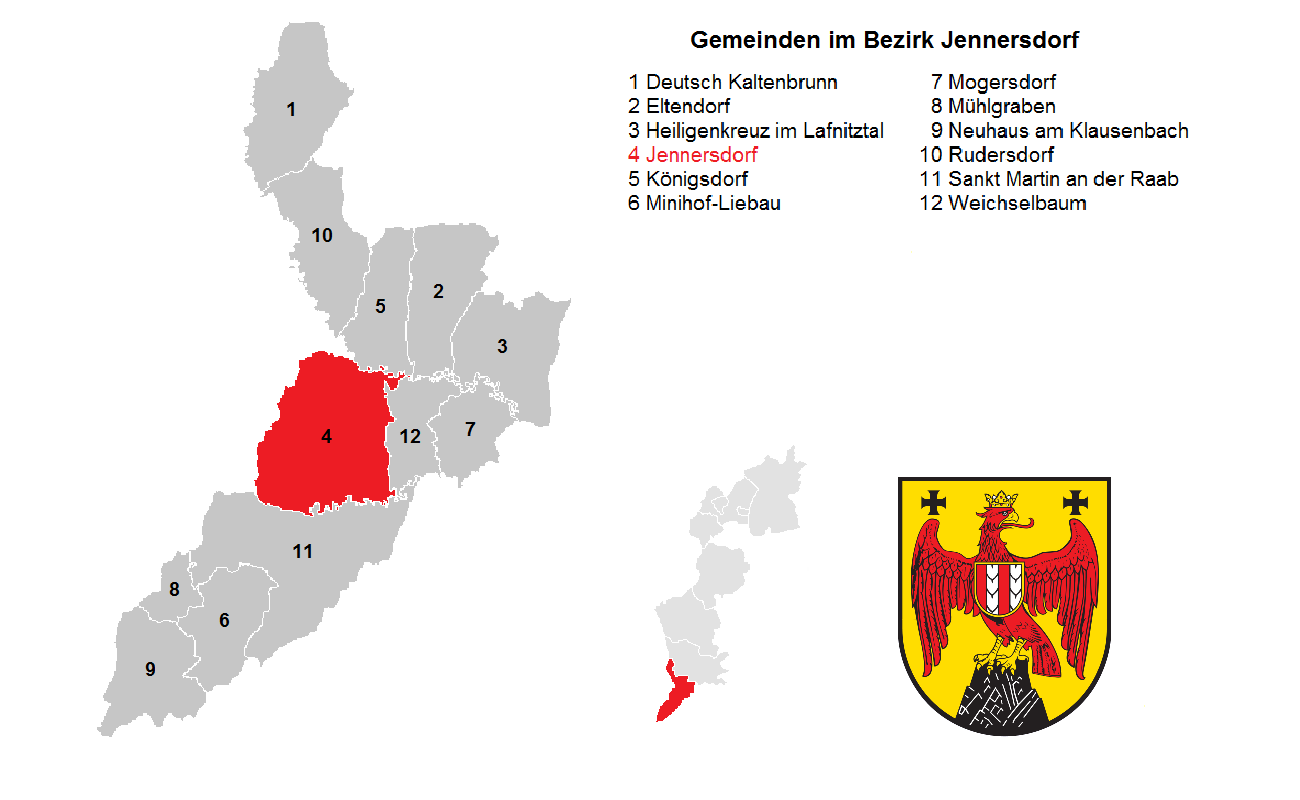
Схема розміщення громад та герб політичної округи Єннерсдорф

| Джерела: 1. Austria, City Population, 2015-06-14. 2. Gyanafalvi járás (A Wikipédiából, a szabad enciklopédiából). 3. Statistik Austria, Gemeindeverzeichnis (Stand 01.01.2015). 4. Auflösungen bzw. Vereinigungen von Gemeinden ab 1945, стр. 161 (Verleihung der Bezeichnung «STADTGEMEINDE» ab 1945), стр. 164, 165, 176 (Verleihung der Bezeichnung «MARKTGEMEINDE» ab 1945). |                                                                                  |                                                                                  |                                                                                  |                                                                                  |                                                                                  |                                                                                  |                                                                                  |                                                                                  |                                                                                  |                                                                                  |

## Виноски
- Офіційна сторінка [Архівовано 3 вересня 2018 у Wayback Machine.](нім.)